# Ben Bradley (homme politique)
Pour les articles homonymes, voir Ben Bradley et Bradley.
Benjamin David Bradley (né le 11 décembre 1989) est un homme politique du Parti conservateur britannique. Il est député de Mansfield, Nottinghamshire, de 2017 à 2024. Le 8 janvier 2018, lors du remaniement ministériel de Theresa May, Bradley est nommé vice-président du Parti conservateur pour la jeunesse. Il démissionne de ses fonctions le 10 juillet 2018 pour protester contre la stratégie de May concernant le Brexit. Il est également président de Blue Collar Conservateurs.

## Jeunesse
Bradley est né le 11 décembre 1989 à Ripley, dans le comté de Derbyshire, de Chris, un policier, et de Sally Bradley, une fonctionnaire,. Il fait ses études à la Derby Grammar School, une école à Littleover dans le Derbyshire.
Bradley fréquente l'Université de Bath et l'Université de Salford, mais ne termine pas ses études de premier cycle à l'un ou l'autre. De retour dans les East Midlands, il occupe divers emplois, notamment en tant que paysagiste, barman et empileur d'étagères de supermarché. Il fréquente ensuite l'Université de Nottingham Trent où il étudie la politique et obtient son diplôme en 2013. Il s'est intéressé à la politique à l'université.
Après avoir quitté l'université, il travaille pendant quatre mois comme consultant en recrutement.
Il est ensuite directeur de campagne et plus tard directeur du bureau de circonscription de Mark Spencer, député conservateur de Sherwood .

## Carrière politique
Alors qu'il travaille pour le député conservateur Mark Spencer, Bradley est élu conseiller conservateur du quartier Hucknall North sur le Conseil du district d'Ashfield en mai 2015, prenant le troisième siège nouvellement créé pour le quartier après l'approbation des nouvelles limites du quartier. En plus de travailler pour Spencer, Bradley travaille comme assistant parlementaire principal de Nick Boles, alors député conservateur de Grantham et Stamford.
Il est élu au conseil du comté de Nottinghamshire pour le siège de Hucknall North en mai 2017.
Bradley est choisi comme candidat conservateur de Mansfield pour l'élection générale anticipée de juin 2017. Il bat le sortant travailliste de 5 315 voix pour devenir le premier député conservateur de la circonscription, qui était alors représentée par Alan Meale du Parti travailliste depuis 1987 - avant la naissance de Bradley. Âgé de 27 ans, Bradley est l'un des plus jeunes députés élus à l'élection générale de 2017. Après son élection en tant que député, il démissionne en septembre 2017 de son siège au conseil de district, et une élection partielle le mois suivant voit le nouveau candidat du Parti conservateur battu par un candidat indépendant pour le siège vacant.
Bradley vote pour que le Royaume-Uni reste dans l'Union européenne lors du Référendum sur l'appartenance du Royaume-Uni à l'Union européenne le 23 juin 2016. Depuis le référendum, au cours duquel sa circonscription a voté avec force pour quitter l'UE, Bradley soutient son parti et vote pour quitter l'Union européenne.
Bradley a un bilan de vote mitigé sur l'accord de retrait proposé par Theresa May. Le 8 janvier 2018, lors du remaniement ministériel de Theresa May, Bradley est nommé vice-président pour la jeunesse au CCHQ. Il démissionne de ce poste le 10 juillet 2018 pour protester contre sa stratégie de mise en œuvre du Brexit.

## Vie privée
Bradley épouse sa femme, Shanade, en 2015, avec qui il a deux fils. Ils vivent à Coddington - un village près de Newark-on-Trent dans le Nottinghamshire - et aussi à Londres,.
Bradley a joué au hockey au niveau universitaire et possède des qualifications d'entraîneur de hockey. Il soutient le club de football de Nottingham Forest.